# Фіск (Міссурі)
Фіск (англ. Fisk) — місто (англ. city) в США, в окрузі Батлер штату Міссурі. Населення — 312 особи (2020).

## Географія
Фіск розташований за координатами 36°46′56″ пн. ш. 90°12′27″ зх. д. / 36.78222° пн. ш. 90.20750° зх. д. (36.782276, -90.207514).  За даними Бюро перепису населення США в 2010 році місто мало площу 0,85 км², з яких 0,84 км² — суходіл та 0,01 км² — водойми.

### Клімат
| Клімат : Фіск         | Клімат : Фіск | Клімат : Фіск | Клімат : Фіск | Клімат : Фіск | Клімат : Фіск | Клімат : Фіск | Клімат : Фіск | Клімат : Фіск | Клімат : Фіск | Клімат : Фіск | Клімат : Фіск | Клімат : Фіск | Клімат : Фіск |
| Показник              | Січ.          | Лют.          | Бер.          | Квіт.         | Трав.         | Черв.         | Лип.          | Серп.         | Вер.          | Жовт.         | Лист.         | Груд.         | Рік           |
| Середній максимум, °C | 21,1          | 7,2           | 10,0          | 15,6          | 21,7          | 26,1          | 31,1          | 32,8          | 32,2          | 28,9          | 22,8          | 15,0          | 22,1          |
| Середній мінімум, °C  | −3,9          | −1,7          | 2,8           | 8,3           | 13,3          | 17,8          | 20,0          | 18,9          | 15,0          | 8,3           | 2,2           | −2,2          | 8,3           |
| Норма опадів, мм      | 91            | 79            | 119           | 117           | 119           | 102           | 91            | 89            | 91            | 84            | 102           | 99            | 1183          |
| Днів з опадами        | 8             | 7             | 9             | 10            | 10            | 8             | 7             | 7             | 7             | 7             | 8             | 8             | 96,0          |
| --------------------- | ------------- | ------------- | ------------- | ------------- | ------------- | ------------- | ------------- | ------------- | ------------- | ------------- | ------------- | ------------- | ------------- |
| Джерело: Weatherbase  |               |               |               |               |               |               |               |               |               |               |               |               |               |

## Демографія
Згідно з переписом 2010 року, у місті мешкали 342 особи в 163 домогосподарствах у складі 88 родин. Густота населення становила 402 особи/км².  Було 180 помешкань (211/км²).
Расовий склад населення:
| - 99,4 % — білих |

До двох чи більше рас належало 0,6 %. Частка іспаномовних становила 0,3 % від усіх жителів.
За віковим діапазоном населення розподілялося таким чином: 19,9 % — особи молодші 18 років, 61,4 % — особи у віці 18—64 років, 18,7 % — особи у віці 65 років та старші. Медіана віку мешканця становила 46,0 року. На 100 осіб жіночої статі у місті припадало 89,0 чоловіків;  на 100 жінок у віці від 18 років та старших — 81,5 чоловіків також старших 18 років.
Середній дохід на одне домашнє господарство  становив 32 808 доларів США (медіана — 25 417), а середній дохід на одну сім'ю — 39 950 доларів (медіана — 40 208). Медіана доходів становила 33 214 долари для чоловіків та 19 375 доларів для жінок. За межею бідності перебувало 30,7 % осіб, у тому числі 31,1 % дітей у віці до 18 років та 12,3 % осіб у віці 65 років та старших.
Цивільне працевлаштоване населення становило 185 осіб. Основні галузі зайнятості: освіта, охорона здоров'я та соціальна допомога — 27,6 %, роздрібна торгівля — 13,0 %, виробництво — 12,4 %.